# 李仙江
李仙江是流經中國和越南的河流，发源于雲南无量山，上游由把边江与阿墨江汇合而成，进入越南境内后称沱江（又稱黑水河），流入红河。
李仙江全长974公里。中國境内河道长480.3km，流域面积1,9366平方公里。李仙江为红河最大的支流，年径流量872亿立方米，实测最大流量21000立方米/秒。流向大致与红河平行。
梯级水电站分别为位於江城哈尼族彝族自治县的崖羊山（12万kW）、石门坎（13万kW）、新平寨（12万kW）、绿春县的龙马（28.5万kW，季调节）、居甫渡（28.5万kW）、戈兰滩（45万kW），和镇沅彝族哈尼族拉祜族自治县的土卡河（16.5万kW）、那兰（150MW）。

## 支流
- 南那河，上游也在中国境内，称藤条江。